# Marie-Josée Morneau
Marie-Josée Morneau (ur. 4 grudnia 1969) – kanadyjska judoczka. Olimpijka z Atlanty 1996, gdzie zajęła szesnaste miejsce w wadze lekkiej.
Startowała w Pucharze Świata w latach 1990, 1992 i 1998. Brązowa medalistka mistrzostw panamerykańskich w 1996, a także igrzysk frankofońskich w 1994. Sześciokrotna medalistka mistrzostw Kanady w latach 1993-1998.

## Letnie Igrzyska Olimpijskie 1996
| Konkurencja | Eliminacje               | Klas. końcowa |
| Konkurencja | Przeciwnik I             | Miejsce       |
| ----------- | ------------------------ | ------------- |
| 56 kg       | Noriko Mizoguchi (JPN) P | 16.           |